# Boule de bois
Boule de bois (dosł. „kule z drewna”) – zespołowa gra towarzyska zbliżona do pétanque. 
Najprawdopodobniej wywodzi się z Belgii. Współcześnie jest uprawiana niemal wyłącznie w tym kraju, szczególnie w regionach Chimay, Momignies, Rance i Couvin, oraz czterech małych miejscowościach zlokalizowanych w dwóch prowincjach: Hainaut oraz Namur. 
Pomimo iż jest lokalną – wręcz „endemiczną” – odmianą gry w bule, od lat dziewięćdziesiątych XX w. czynione są starania utworzenia związku sportowego.
W przeciwieństwie do najpopularniejszych na świecie gier bulowych – pétanque, bocce czy buli lyońskich – w boule de bois nie używa się bul z metalu. Zbliża to boule de bois do innych północnoeuropejskich i pozaeuropejskich gier.